# Andersonia longifolia
Andersonia longifolia là một loài thực vật có hoa trong họ Thạch nam. Loài này được (Benth.) L.Watson mô tả khoa học đầu tiên năm 1962.